# (400035) 2006 QF119
(400035) 2006 QF119 es un asteroide perteneciente al cinturón de asteroides, descubierto el 28 de agosto de 2006 por el equipo del Lincoln Near-Earth Asteroid Research desde el Laboratorio Lincoln, Socorro, Nuevo México.

## Designación y nombre
Designado provisionalmente como 2006 QF119.

## Características orbitales
2006 QF119 está situado a una distancia media del Sol de 2,722 ua, pudiendo alejarse hasta 3,311 ua y acercarse hasta 2,133 ua. Su excentricidad es 0,216 y la inclinación orbital 10,33 grados. Emplea 1640,82 días en completar una órbita alrededor del Sol.

## Características físicas
La magnitud absoluta de 2006 QF119 es 16,6. Tiene 3,000 km de diámetro y su albedo se estima en 0,065.